# Ivana Kmeťová
Ivana Kmeťová (Bojnice, 30 de gener de 1985) és una esportista eslovaca que competeix en piragüisme en la modalitat d'aigües tranquil·les, guanyadora de 3 medalles al Campionat Mundial de Piragüisme entre els anys 2007 i 2010, i 7 medalles al Campionat Europeu de Piragüisme entre els anys 2005 i 2016.

## Palmarès internacional
| Campionat Mundial | Campionat Mundial       | Campionat Mundial | Campionat Mundial |
| Any               | Lloc                    | Medalla           | Competició        |
| ----------------- | ----------------------- | ----------------- | ----------------- |
| 2007              | Duisburg ( Alemanya)    | 2                 | K2 200 m          |
| 2009              | Dartmouth ( Canadà)     | 3                 | K2 200 m          |
| 2010              | Poznań ( Polònia)       | 3                 | K2 200 m          |
| Campionat Europeu |                         |                   |                   |
| Any               | Lloc                    | Medalla           | Competició        |
| 2005              | Poznań ( Polònia)       | 2                 | K2 200 m          |
| 2007              | Pontevedra ( Espanya)   | 2                 | K2 200 m          |
| 2008              | Milà ( Itàlia)          | 1                 | K2 200 m          |
| 2009              | Brandenburg ( Alemanya) | 2                 | K2 500 m          |
| 2009              | Brandenburg ( Alemanya) | 3                 | K2 200 m          |
| 2010              | Corvera ( Espanya)      | 2                 | K2 200 m          |
| 2016              | Moscou ( Rússia)        | 3                 | K1 200 m          |